# Bai
Bai (kinesisk skrift: 白族; pinyin: Báizú) er et af de 55 offentlig anerkendte minoritetsfolk i Folkerepublikken Kina. Folket udgør omkring 1.858.063 mennesker, hvoraf 80 % lever i samfund i det autonome præfektur Dali i provinsen Yunnan, men også i Guizhou og Hunan findes Baifolk.
Deres religion er overvejende buddhisme men suppleret med lokale guder og naturreligion.